# پالمتو بی (فلوریدا)
پالمتو بی (به انگلیسی: Palmetto Bay) روستای در شهرستان میامی-دید ایالت فلوریدا است که در سال ۲۰۰۲ بنیان‌گذاری شده‌است. این روستا طبق سرشماری سال ۲۰۱۰ میلادی، ۲۳٬۴۱۰ نفر جمعیت داشته و مساحت آن نیز ۲۲٫۶ کیلومتر مربع است.